# صفى الجحر (الشعر)

تعديل مصدري - تعديل

صفى الجحر محلة تابعة لقرية المعزج، التابعة لعزلة العبس بمديرية الشعر إحدى مديريات محافظة إب في الجمهورية اليمنية، بلغ تعداد سكانها 40 حسب تعداد اليمن لعام 2004.